# Saint-Christophe-à-Berry
Saint-Christophe-à-Berry és un municipi francès situat al departament de l'Aisne i a la regió dels Alts de França. L'any 2007 tenia 420 habitants.

## Demografia

### Població
El 2007 la població de fet de Saint-Christophe-à-Berry era de 420 persones. Hi havia 154 famílies de les quals 32 eren unipersonals (24 homes vivint sols i 8 dones vivint soles), 53 parelles sense fills i 69 parelles amb fills.
La població ha evolucionat segons el següent gràfic:
Habitants censats

### Habitatges
El 2007 hi havia 180 habitatges, 161 eren l'habitatge principal de la família, 11 eren segones residències i 8 estaven desocupats. 178 eren cases i 1 era un apartament. Dels 161 habitatges principals, 115 estaven ocupats pels seus propietaris i 46 estaven llogats i ocupats pels llogaters; 1 tenia una cambra, 4 en tenien dues, 26 en tenien tres, 62 en tenien quatre i 67 en tenien cinc o més. 112 habitatges disposaven pel capbaix d'una plaça de pàrquing. A 60 habitatges hi havia un automòbil i a 88 n'hi havia dos o més.

### Piràmide de població
La piràmide de població per edats i sexe el 2009 era:
| Homes | Edats   | Dones |
| ----- | ------- | ----- |
| 0     | 95 o +  | 0     |
| 0     | 90 a 94 | 0     |
| 4     | 85 a 89 | 4     |
| 0     | 80 a 84 | 0     |
| 4     | 75 a 79 | 4     |
| 12    | 70 a 74 | 4     |
| 8     | 65 a 69 | 4     |
| 16    | 60 a 64 | 28    |
| 4     | 55 a 59 | 4     |
| 16    | 50 a 54 | 12    |
| 20    | 45 a 49 | 0     |
| 8     | 40 a 44 | 16    |
| 20    | 35 a 39 | 12    |
| 24    | 30 a 34 | 16    |
| 4     | 25 a 29 | 8     |
| 8     | 20 a 24 | 4     |
| 12    | 15 a 19 | 12    |
| 8     | 10 a 14 | 4     |
| 12    | 5 a 9   | 16    |
| 0     | 0 a 4   | 12    |

## Economia
El 2007 la població en edat de treballar era de 259 persones, 188 eren actives i 71 eren inactives. De les 188 persones actives 170 estaven ocupades (103 homes i 67 dones) i 18 estaven aturades (8 homes i 10 dones). De les 71 persones inactives 16 estaven jubilades, 15 estaven estudiant i 40 estaven classificades com a «altres inactius».

### Ingressos
El 2009 a Saint-Christophe-à-Berry hi havia 159 unitats fiscals que integraven 423 persones, la mediana anual d'ingressos fiscals per persona era de 16.422 €.

### Activitats econòmiques
Dels 9 establiments que hi havia el 2007, 2 eren d'empreses de construcció, 2 d'empreses de comerç i reparació d'automòbils, 2 d'empreses de transport, 1 d'una empresa d'hostatgeria i restauració, 1 d'una empresa de serveis i 1 d'una empresa classificada com a «altres activitats de serveis».
Dels 4 establiments de servei als particulars que hi havia el 2009, 1 era una fusteria, 1 electricista, 1 perruqueria i 1 restaurant.
L'any 2000 a Saint-Christophe-à-Berry hi havia 8 explotacions agrícoles.

## Equipaments sanitaris i escolars
El 2009 hi havia 1 escola maternal integrada dins d'un grup escolar amb les comunes properes formant una escola dispersa i 1 escola elemental integrada dins d'un grup escolar amb les comunes properes formant una escola dispersa.

## Poblacions més properes
El següent diagrama mostra les poblacions més properes.